# Олтар на мира
Олтарът на мира (на латински: Ara Pacis Augustae) е олтар, издигнат в чест на триумфалното завръщане на император Октавиан Август от Испания и Галия през 13 пр.н.е.
Възложен е от Сената на 4 юли 13 г. и е осветен на 30 януари 9 пр.н.е.. Поставен е на североизточния ъгъл на Марсово поле). Освещаването на олтара ознаменува настъпването на епохата на Римския мир (Pax Romana).
В Доклада на Август от онзи период пише:
„След като се завърнах след щастливия си успех в провинциите Галия и Испания в Рим, който по това време бе под консулството на Нерон и Публий Квинтилий, Сенатът реши да изгради Олтар на мира на Марсовото поле като благодарност за завръщането ми и заповяда в него ежегодно да се извършват жертвоприношения от високопоставени служители, свещеници и весталки.“
След падането на Римската империя олтарът е залят от Тибър и с векове стои погребан под 4 метра тиня. През 1568 г. са извадени отделни скулптурни релефи от олтара; те попадат във вила Медичи, във Ватикана, в Уфици и в Лувъра. През 1859 г. са предприети основни разкопки, които позволяват на Мусолини да реконструира олтара на Август. През 2006 г. е открито ново здание - „капак“, чието предназначение е да защити крехките остатъци от олтара от капризите на времето (архитект на проекта е Ричард Майер).